# Fiona Robinson
Fiona Mary Robinson, coniugata Hannan (Perth, 7 febbraio 1969), è un'ex cestista e pallamanista australiana.

## Carriera
Con l'Australia ha disputato i Giochi olimpici di Atlanta 1996.